# St. Martin (Eicks)

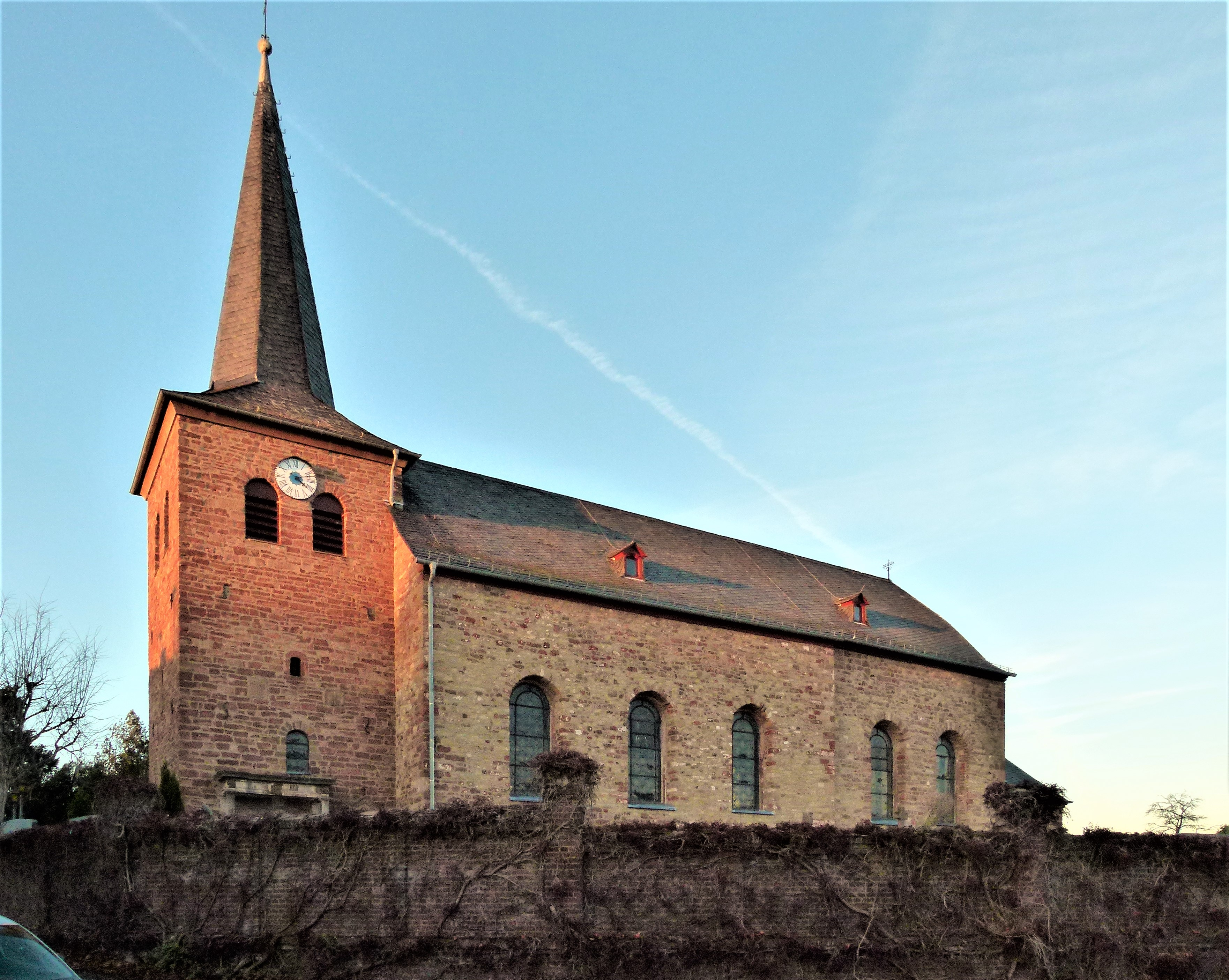
Katholische Pfarrkirche St. Martin in Mechernich-Eicks

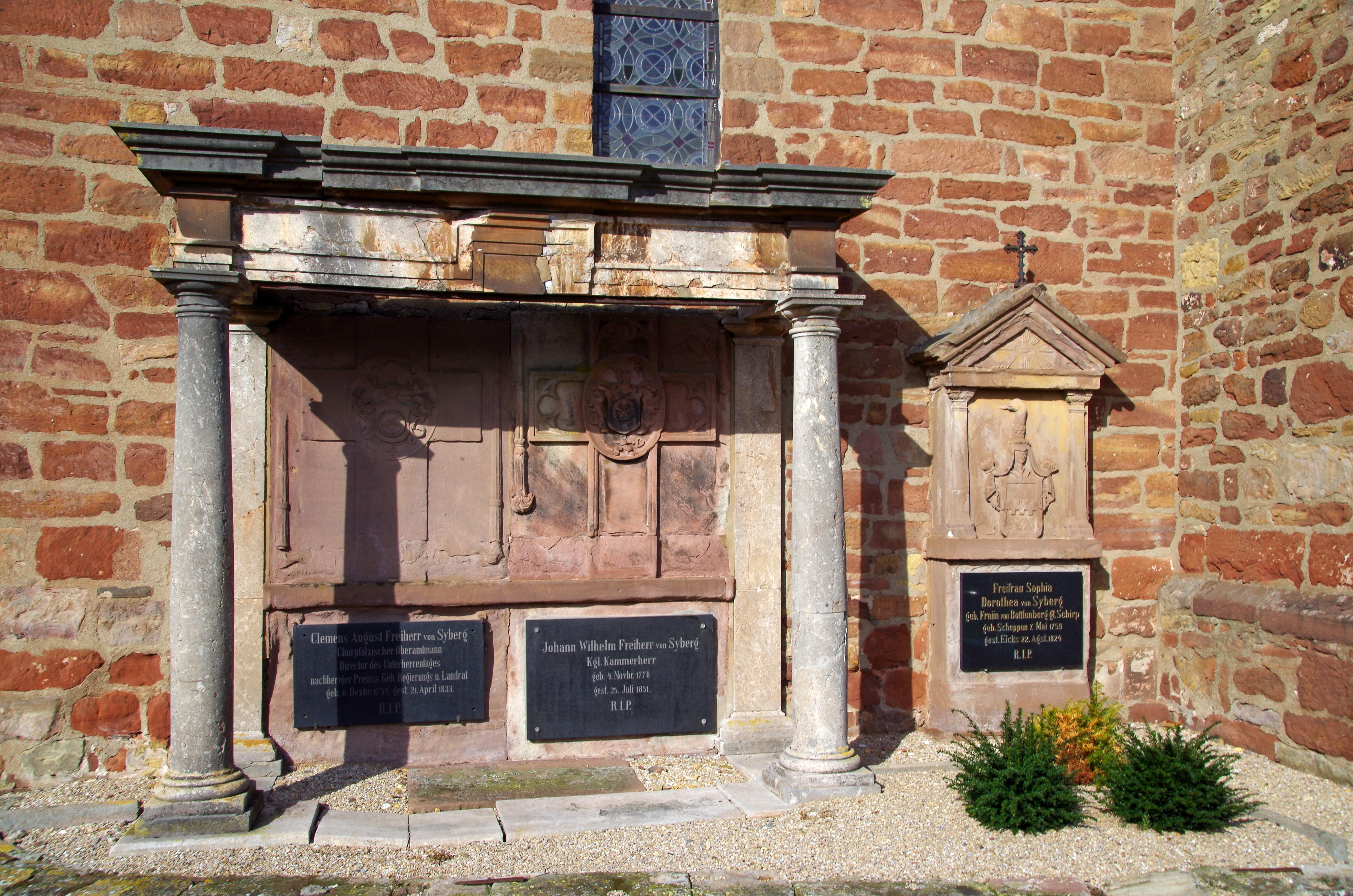
Grabmal der Freiherren von Syberg an der südwestlichen Außenwand

Die katholische Pfarrkirche St. Martin ist ein denkmalgeschütztes Kirchengebäude in Eicks, einem Stadtteil von Mechernich im Kreis Euskirchen (Nordrhein-Westfalen).

## Geschichte und Architektur
Das Martin von Tour als Kirchenpatron gewählt wurde verweist auf eine erste Kirche in fränkischer Zeit hin. Als Vorgängerkirchen sind eine kleine Saalkirche des 11. Jahrhunderts und ein dreischiffiger Bau des wohl 12. Jahrhunderts nachgewiesen.

Der einfache Bruchsteinsaal mit einem Rechteckchor und vorgesetztem Westturm wurde 1768 errichtet. Dabei wurde altes Mauerwerk weiter verwendet. Der Zugang zur Gruft wurde 1883 zugemauert. Vor dem Chor im Osten befindet sich die Sakristei. Der Innenraum ist tonnengewölbt und hat inklusive Chor eine Grundfläche von 150 m². Die einfache Barockausstattung wurde von 1974/75 restauriert. Bemerkenswert ist die sechsseitige Kanzel von 1656. Sie stammt aus der Kirche St. Martin in Zülpich.

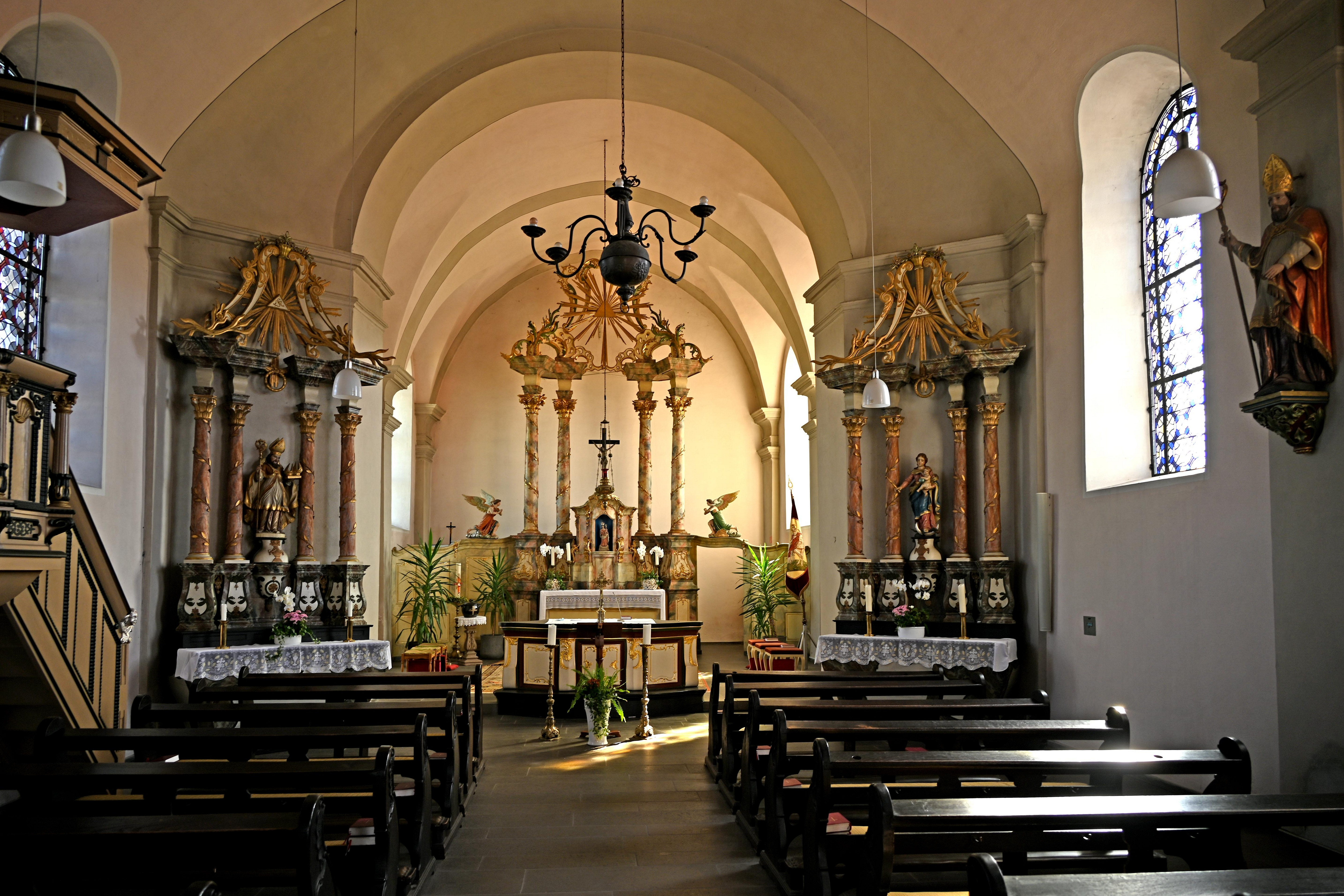
Innenraum
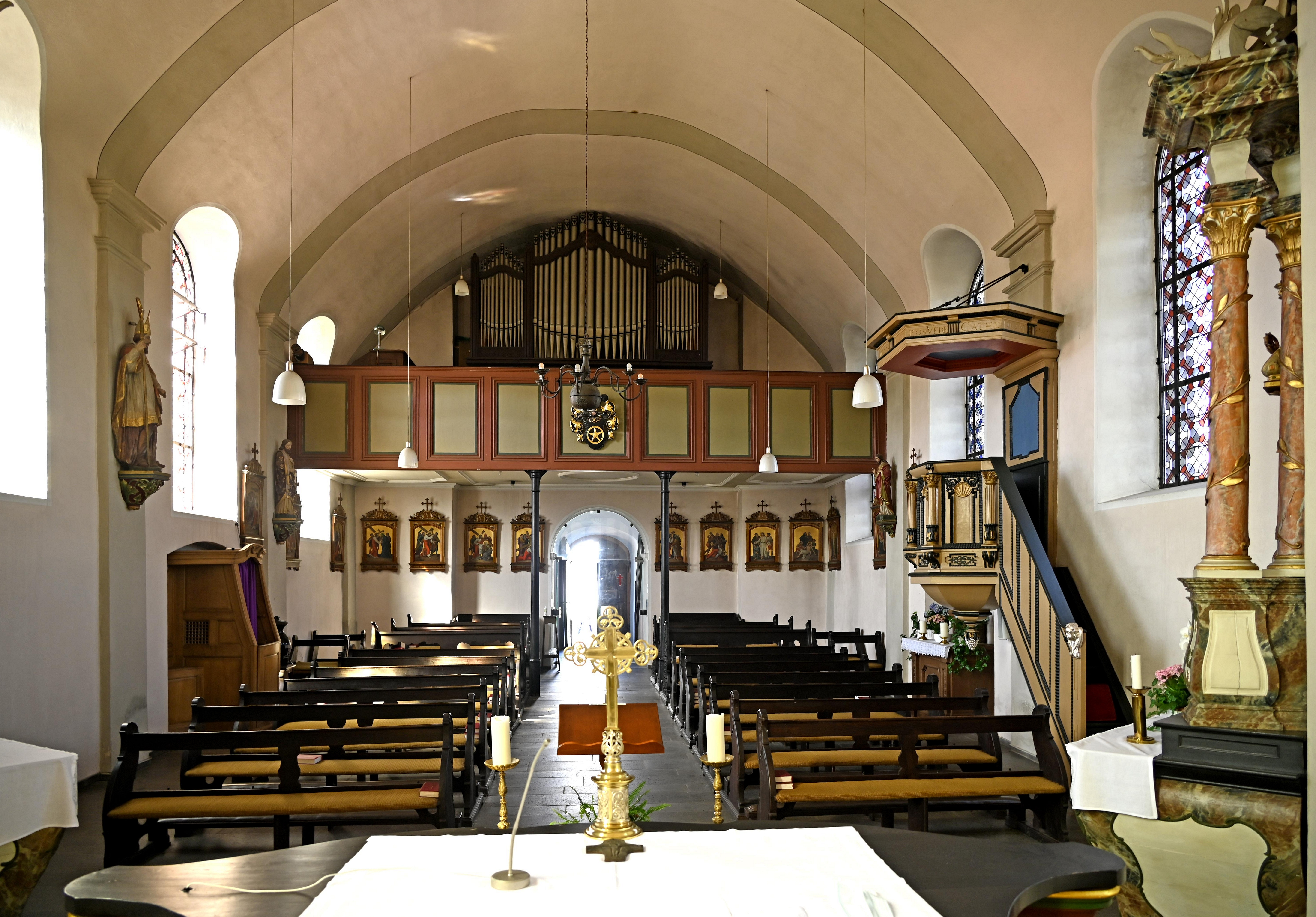
Blick zur Empore
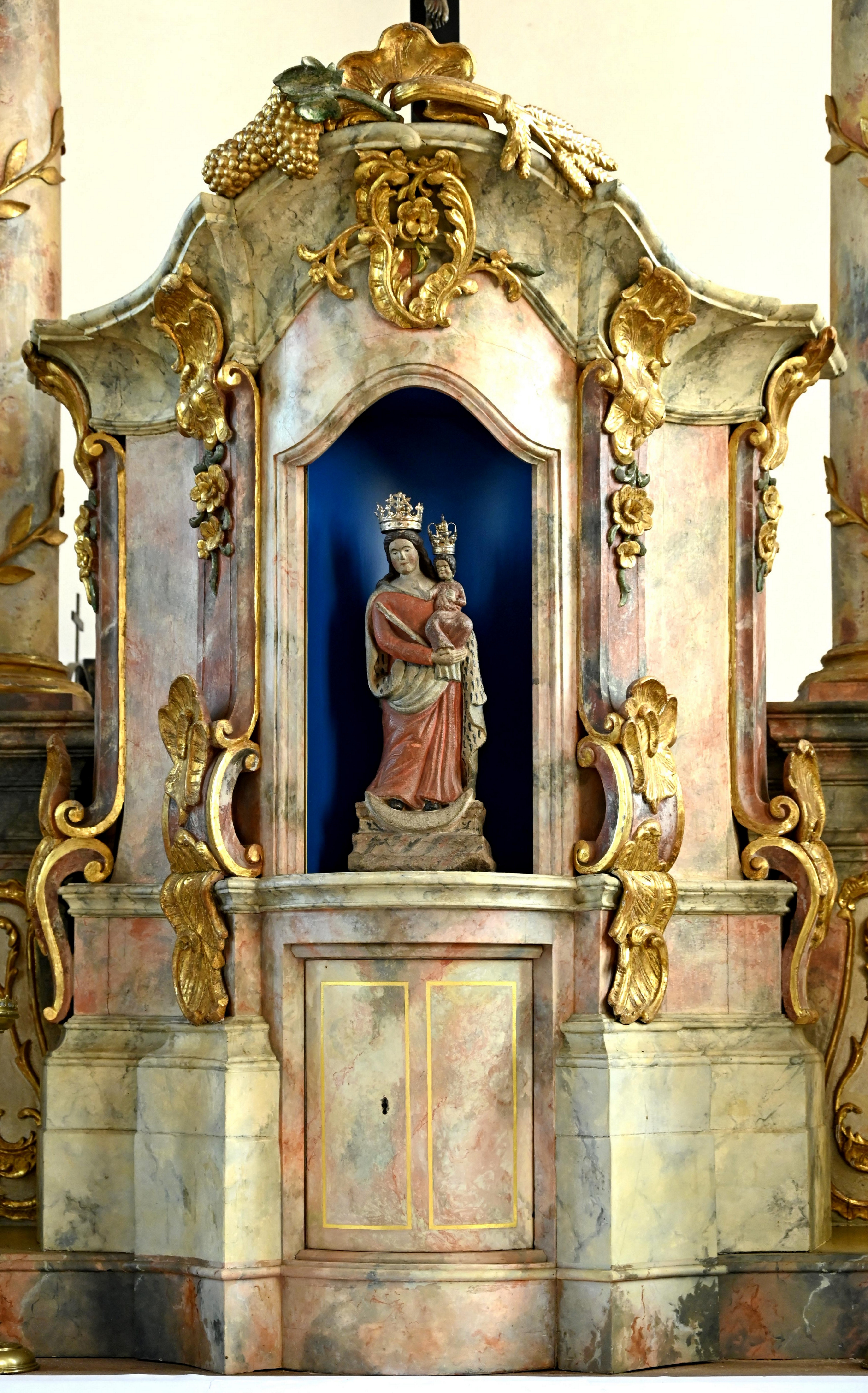
Hochaltar, Detail
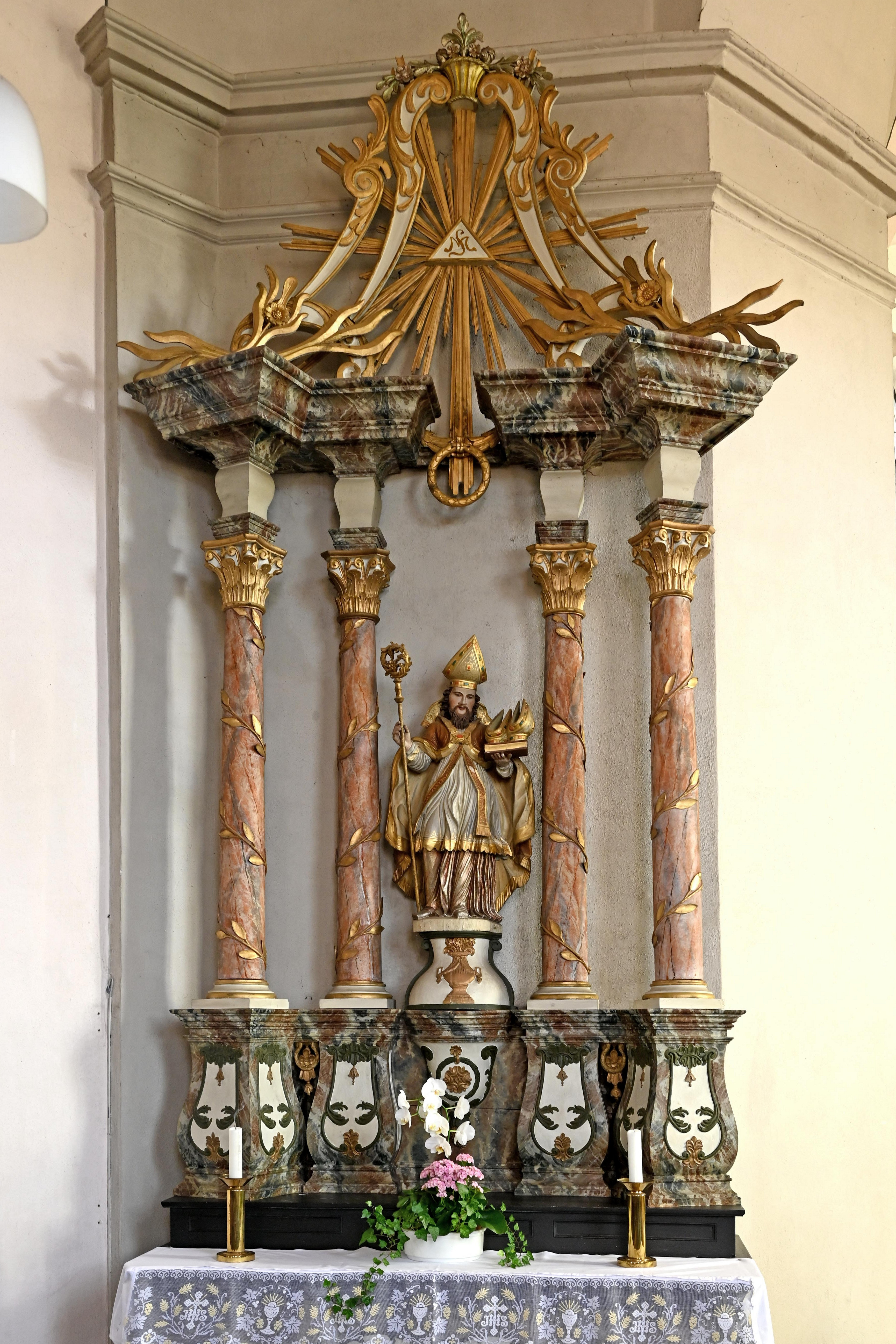
Martinsaltar
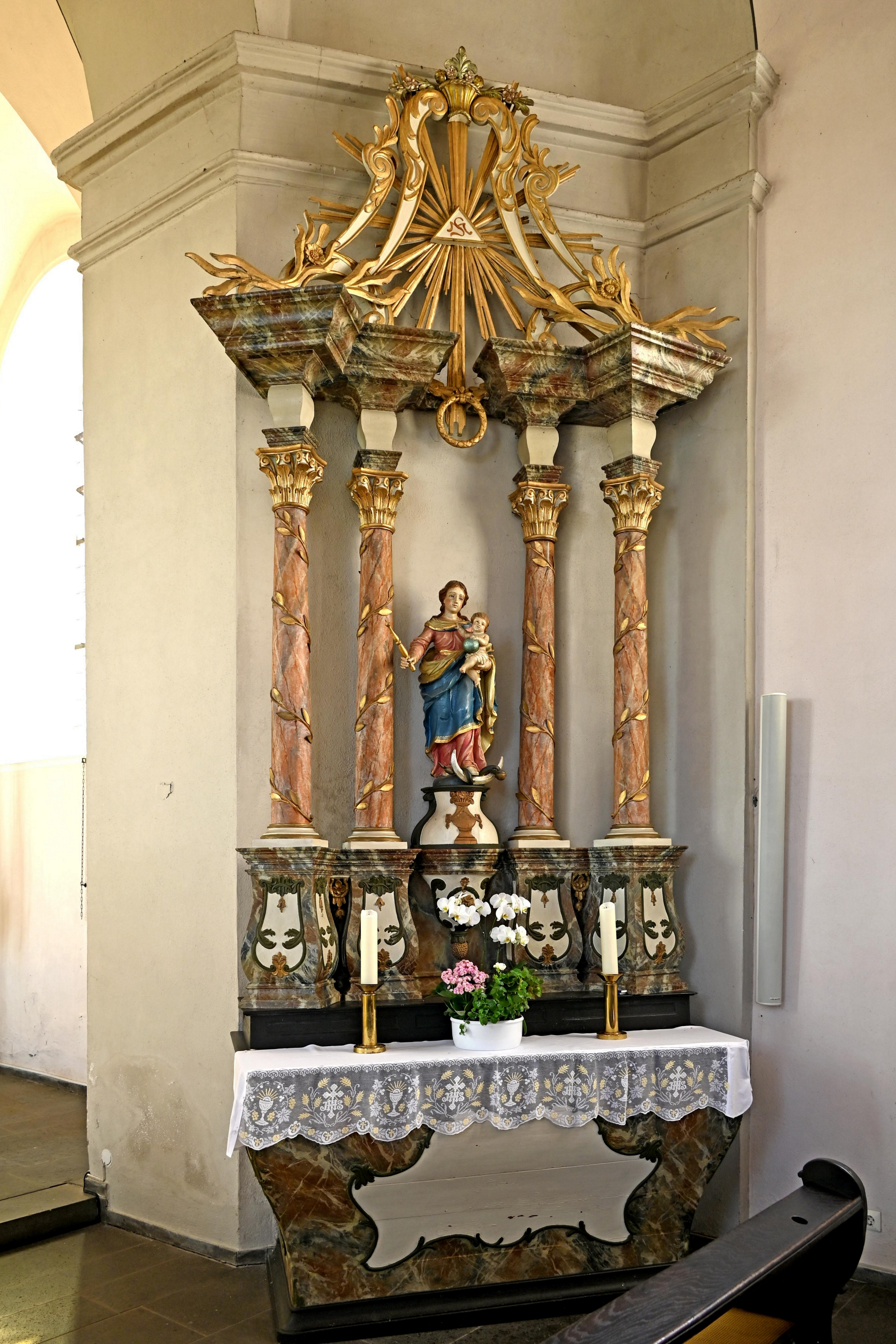
Marienaltar
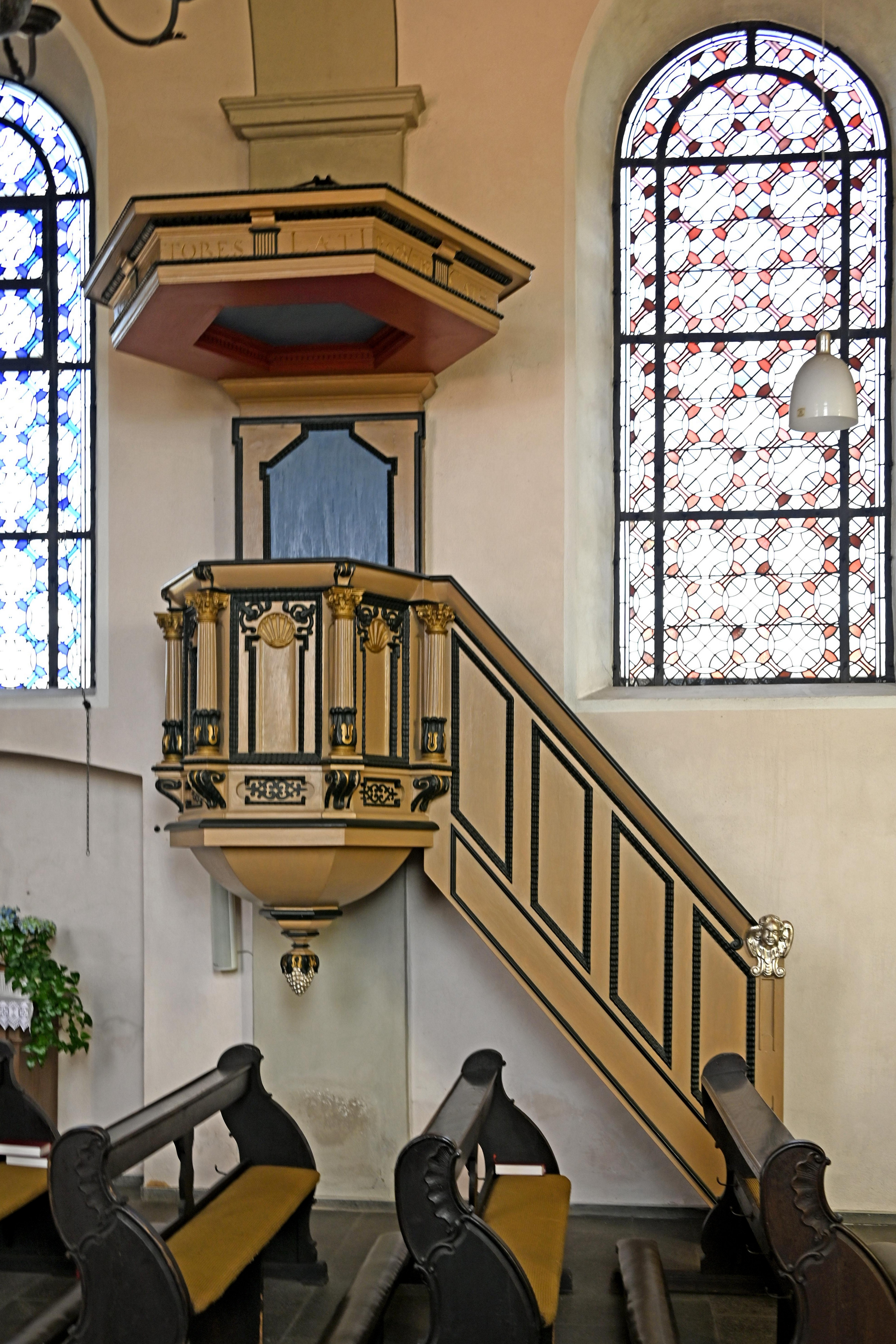
Kanzel (1656)